# Larrauri (Álava)
Larrauri es un despoblado que actualmente forma parte del concejo de Urarte, que está situado en el municipio de Bernedo, en la provincia de Álava, País Vasco (España).

## Localización
Estaba localizado al noroeste del concejo de Urarte.

## Toponimia
A lo largo de los siglos también ha sido conocido con el nombre de La Rahur.

## Historia
Documentado desde 1257 (obispado de Calahorra), por aquel entonces ya estaba deshabitado.